# Дорнелаш (Агиар-да-Бейра)
Дорнелаш (порт. Dornelas) — район (фрегезия) в Португалии, входит в округ Гуарда. Является составной частью муниципалитета Агиар-да-Бейра. Находится в составе крупной городской агломерации Большое Визеу. По старому административному делению входил в провинцию Бейра-Алта. Входит в экономико-статистический субрегион Дан-Лафойнш, который входит в Центральный регион.
Население составляет 769 человек на 2001 год. Занимает площадь 13,96 км².